# Trithyris
Trithyris is een geslacht van vlinders van de familie van de grasmotten (Crambidae), uit de onderfamilie van de Spilomelinae. De wetenschappelijke naam van dit geslacht is voor het eerst voorgesteld door Julius Lederer in een publicatie uit 1863. Lederer beschreef ook de eerste soort uit het geslacht, Trithyris janualis uit Brazilië, die als typesoort is aangeduid.

## Soorten
- T. aethiopicalis Ghesquière, 1942
- T. flavifimbria Dognin, 1905
- T. janualis Lederer, 1863